# Isobutyrylchlorid
Isobutyrylchlorid ist eine organische Verbindung und das Carbonsäurechlorid der Isobuttersäure.

## Herstellung
Isobutyrylchlorid kann aus Isobuttersäure und Thionylchlorid hergestellt werden. Wird Diisobutyrylimid mit Oxalylchlorid acyliert und das so gebildetete Intermediat erhitzt, zerfällt es zu Isobutyrylchlorid und Isobutyrylisocyanat.

## Reaktionen und Verwendung
Die Reaktion von Isobutyrylchlorid mit Phenol ergibt Phenylisobutyrat. Die Verbindung kann weiterhin Aromaten wie Toluol oder 3-Chloranilin acylieren. Die Reaktion mit Decalin in Gegenwart von Aluminiumchlorid ergibt einen cyclischen Enolether. Mit Silbercyanid kann es zu Isobutyrylcyanid umgesetzt werden.
Bei der Reaktion von Isobutyrylchlorid mit tert-Butylmagnesiumchlorid tritt neben der Addition unter Bildung eines Ketons beziehungsweise Alkohols auch in größerem Umfang eine Grignard-Reduktion auf, jedoch weniger als im Fall von Pivaloylchlorid.